# Palacio Barolo

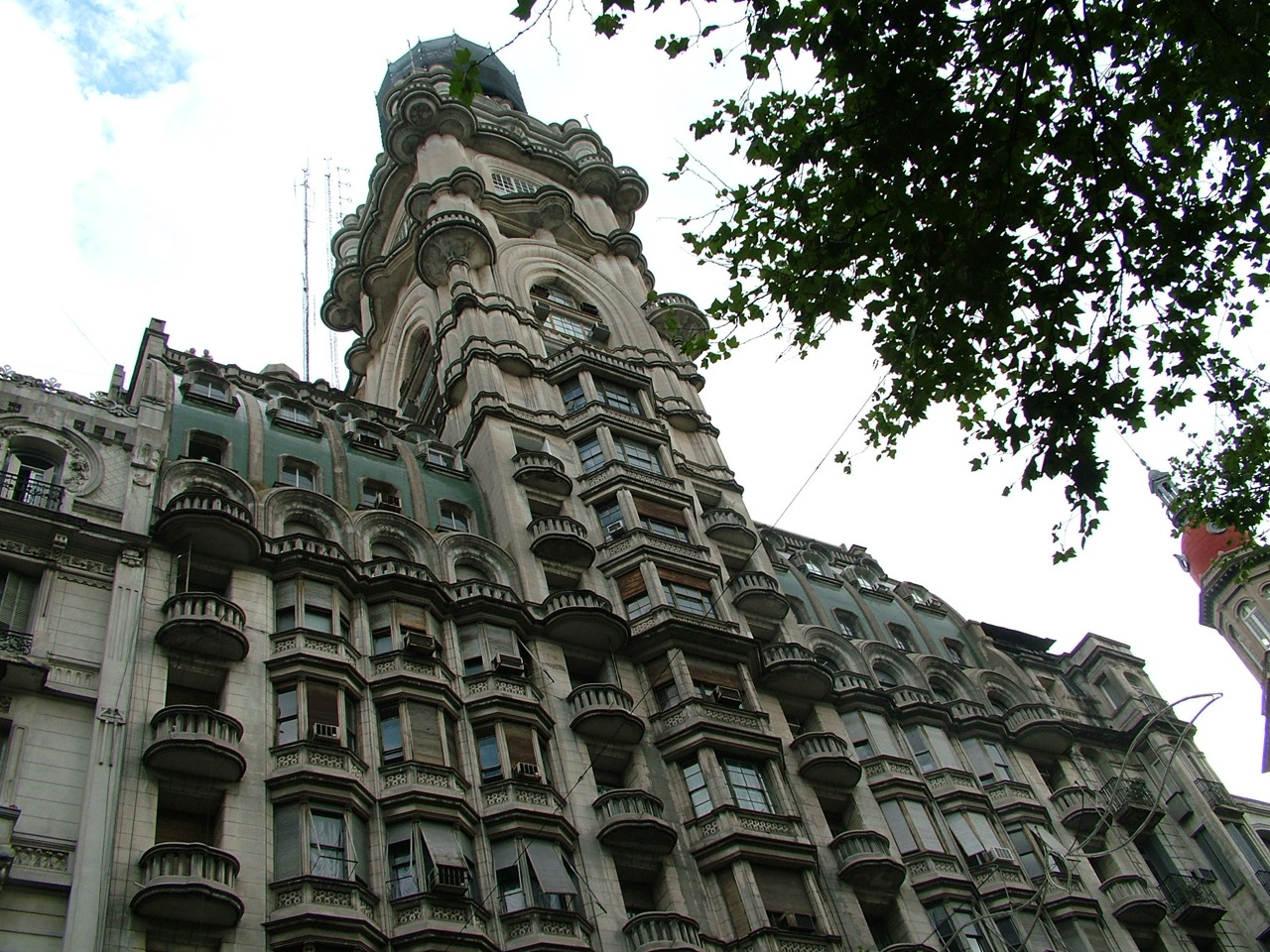
Fachada do Palacio Barolo voltada para a Avenida de Maio.

O Palacio Barolo é um edifício de escritórios localizado na Avenida de Maio, no bairro de Monserrat, em Buenos Aires, Argentina. 
Quando foi construído era o edifício mais alto da cidade e da América do Sul. Este edifício tem o seu irmão gémeo mais baixo, em estilo eclético, construído pelo mesmo arquitecto em Montevideo, o Palacio Salvo.

## História

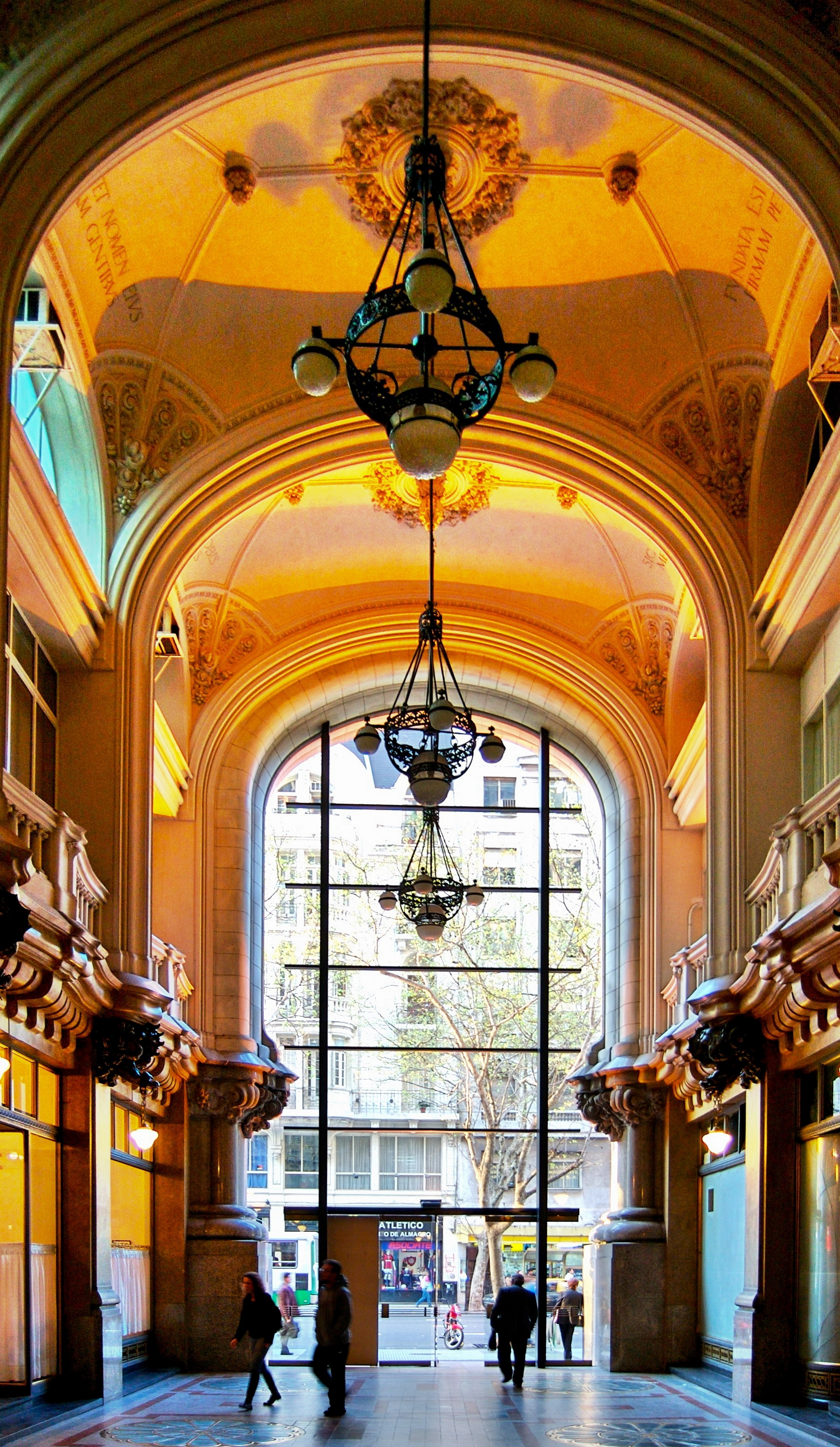
Átrio principal do Palacio Barolo, que liga a Avenida de Maio com a Hipólito Yrigoyen.

O arquitecto italiano Mario Palanti construiu este palácio a pedido do empresário têxtil Luis Barolo. Entre 1923, data da inauguração, e 1935 foi o edifício mais alto da cidade, tendo sido destituído do primeiro lugar quando foi construído o Edifício Kavanagh. A sua altura é equiparável à de um vigésimo quarto piso.
O seu proprietário pensou em construí-lo para utilizar três pisos e arrendar desde logo os restantes. Actualmente, funciona como um edifício de escritórios. O seu farol possui 300.000 velas de ignição em condições de funcionar.

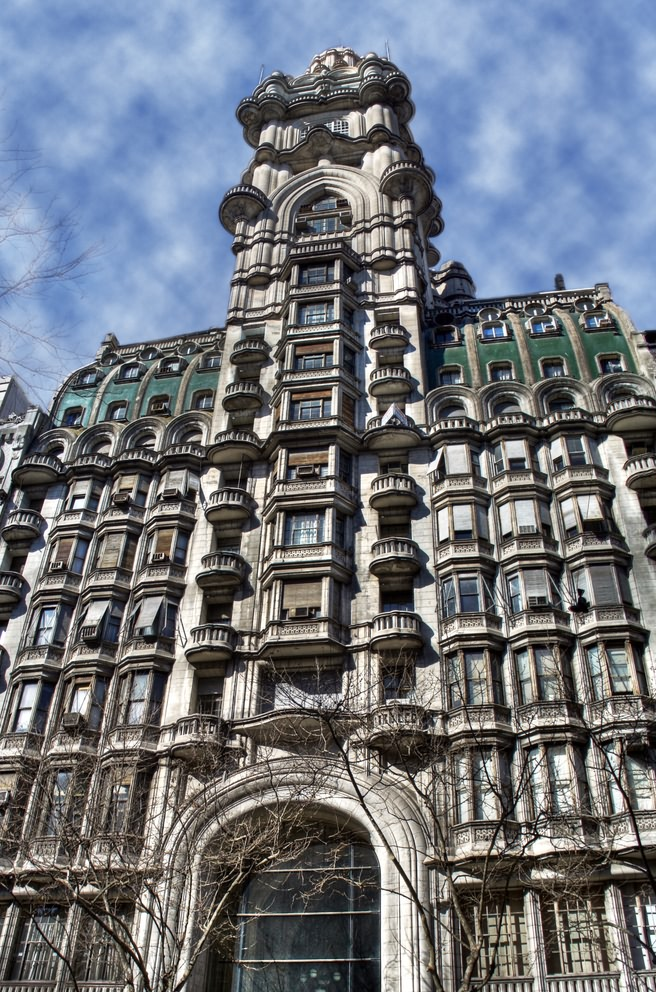
Fachada do Palacio Barolo.

O edifício está cheio de analogias e referências à Divina Comédia, motivadas pela admiração que o seu criador professava por Alighieri. A divisão geral do Palacio Barolo segue a estrutura da Divina Comédia, motivo pelo qual o palácio tem três partes, da mesma forma que a obra de Dante: Inferno, Purgatório e Céu. Além disso, a divisão estrutural segue toda uma correspondência exacta e o Farol representa os "Nove Coros Angelicais. A estrutura tem 100 metros, o mesmo número de cantos que tem a Divina Comédia, e 22 pisos, igual número de estrofes dos versos desta obra.
Em 1997, o Palacio Barolo foi declarado Monumento Histórico . Actualmente, no edifício funcionam várias agências de turismo, uma escola de espanhol para estrangeiros, uma loja que vende roupa para tango, escritórios de contabilistas, advogados, etc.